# 外微分
可微分多様体上、外微分（がいびぶん、英: exterior derivative）は関数の微分の概念を高次の微分形式に拡張する。外微分はエリ・カルタンによって最初に現在の形式で記述された。それによってベクトル解析のストークスの定理、ガウスの定理、グリーンの定理の自然な、距離に依存しない一般化ができる。
k 形式を無限小 k 次元平行面体を通る流量を測るものと考えれば、その外微分を (k + 1)-平行面体の境界を通る正味の流れを測るものと考えることができる。

## 定義
k 次微分形式の外微分は k + 1 次微分形式である。
f が滑らかな関数（0 形式）であれば、f の外微分 df は f の全微分 df である。つまり、外微分df は
任意の滑らかなベクトル場 X に対して、df(X) = dXf（ただし dXf は X 方向への f の方向微分）。
を満たす一意的な 1 形式である。
一般の k 形式の外微分には様々な同値な定義が存在する。

### 公理による定義
外微分 d は以下の性質を満たす k-形式から (k + 1)-形式への一意的な R-線型写像として定義される：
1. 滑らかな関数 f に対して d(f) ≔ df はf の微分である。
2. 任意の滑らかな関数 f に対して d(df) = 0 である。
3. d(α ∧ β) = dα ∧ β + (−1)p(α ∧ dβ) である、ただし α は p-形式とする。つまり、d は微分形式のなす外積代数上次数 1 の反微分である。

二番目の定義性質はより一般性を持って成り立つ： 実は、任意の k-形式 α に対して d(dα) = 0（より簡潔には、d2 = 0）である。三番目の定義性質は特別な場合として f が関数で α が k-形式であれば d(fα) = d(f ∧ α) = df ∧ α + f ∧ dα であるということを含んでいる。なぜならば、関数は 0 形式であり、スカラー乗法と外積は引数の一方がスカラーであるとき同値であるからである。

### 局所座標系による定義
代わりに、完全に局所座標系 (x1, …, xn) の言葉で定義することもできる。まず、座標（微分）形式 dx1, …, dxn は座標チャートの範囲内で 1-形式の基底をなす。1 ≤ p ≤ k なる各 p に対して 1 ≤ ip ≤ n とし、多重添字 I = (i1, …, ik) （および表記の濫用で dxi1 ∧ ⋯ ∧ dxik を dxI と書く）が与えられたとき、Rn 上の単純 k-形式 φ = f dxI の外微分は
{\displaystyle \mathrm {d} \varphi :=\sum _{i=1}^{n}{\frac {\partial f}{\partial x^{i}}}\mathrm {d} x^{i}\wedge \mathrm {d} x^{I}}
で与えられる。一般の k-形式は I が {1, …, n} の k-元部分集合全てを渡る単純 k-形式の和
{\displaystyle \omega =\sum _{I}f_{I}\mathrm {d} x^{I}}
に書かれるから、その外微分の定義は単純形式の場合を線型に拡張することによって与えられる。i が多重添え字 I の成分の 1 つであるときにはいつでも dxi ∧ dxI = 0 であることに注意しよう（ウェッジ積を参照）。
この局所座標系による定義は前節の公理による定義から従う。実際、単純形式 φ ≔ f dxI に対し、前節で述べた性質を適用すれば d(f dxI) = df ∧ dxI + f d(dxI) で第二項 = 0 だから dφ = df ∧ dxI = ∑n
i=1∂f/∂xidxi ∧ dxI を得る。
結果を一般の場合に直截に書けば、k-形式 ω の外微分は
{\displaystyle \mathrm {d} \omega :=\sum _{I}\sum _{i=1}^{n}{\frac {\partial f_{I}}{\partial x^{i}}}\mathrm {d} x^{i}\wedge \mathrm {d} x^{I}}
と定義される。

### 不変公式による定義
代わりに、明示的な式を k-形式 ω の外微分に対して、k + 1 個の任意の滑らかなベクトル場 V0, V1, ..., Vk とペアにされたとき、与えることができる：
{\displaystyle \mathrm {d} \omega (V_{0},...,V_{k})=\sum _{i}(-1)^{i}V_{i}(\omega (V_{0},\ldots ,{\overset {\wedge }{V_{i}}},\ldots ,V_{k}))+\sum _{i<j}(-1)^{i+j}\omega ([V_{i},V_{j}],V_{0},\ldots ,{\overset {\wedge }{V_{i}}},\ldots ,{\overset {\wedge }{V_{j}}},\ldots ,V_{k}),}
ただし [Vi, Vj] は括弧積を表し、ハットはその元を取り除くことを表す：
{\displaystyle \omega (V_{0},\ldots ,{\overset {\wedge }{V_{i}}},\ldots ,V_{k}):=\omega (V_{0},\ldots ,V_{i-1},V_{i+1},\ldots ,V_{k}).}
特に、1 形式に対して次が成り立つ： dω(X, Y) = Xω(Y) − Yω(X) − ω([X, Y]), ただし X と Y はベクトル場である。

## 多様体上のストークスの定理
M が境界をもつコンパクトで滑らかで向き付け可能な n 次元多様体で、ω は M 上の (n − 1) 形式とするとき、一般化されたストークスの定理は
{\displaystyle \int _{M}\mathrm {d} \omega =\int _{\partial {M}}\omega }
なることを述べる。直感的には、M が無限小領域に分割されたと考え、すべての領域の境界に渡って流れ (flux) を加えたとき、内部の境界はすべて打ち消し合い、M の境界を通る全体の流れが残る。

## 例
例 1.1-形式の基底 dx1, …, dxn 上 σ = u dx1 ∧ dx2 を考えよう。その外微分は：
{\displaystyle {\begin{aligned}\mathrm {d} \sigma &=\mathrm {d} (u)\wedge \mathrm {d} x^{1}\wedge \mathrm {d} x^{2}\\&=\left(\sum _{i=1}^{n}{\frac {\partial u}{\partial x^{i}}}\mathrm {d} x^{i}\right)\wedge \mathrm {d} x^{1}\wedge \mathrm {d} x^{2}\\&=\sum _{i=3}^{n}{\frac {\partial u}{\partial x^{i}}}\mathrm {d} x^{i}\wedge \mathrm {d} x^{1}\wedge \mathrm {d} x^{2}.\end{aligned}}}
最後の式はウェッジ積の性質から容易に従う。すなわち、dxi ∧ dxi = 0.
例 2.σ = u dx + v dy を R2 上の 1-形式とする。各項に上記の公式を適用することによって（x1 = x および x2 = y と考える）次が成り立つ。
{\displaystyle {\begin{aligned}\mathrm {d} \sigma &=\sum _{i=1}^{2}{\frac {\partial u}{\partial x^{i}}}\mathrm {d} x^{i}\wedge \mathrm {d} x+\sum _{i=1}^{2}{\frac {\partial v}{\partial x^{i}}}\mathrm {d} x^{i}\wedge \mathrm {d} y\\&={\frac {\partial u}{\partial x}}\mathrm {d} x\wedge \mathrm {d} x+{\frac {\partial u}{\partial y}}\mathrm {d} y\wedge \mathrm {d} x+{\frac {\partial v}{\partial x}}\mathrm {d} x\wedge \mathrm {d} y+{\frac {\partial v}{\partial y}}\mathrm {d} y\wedge \mathrm {d} y\\&=0-{\frac {\partial u}{\partial y}}\mathrm {d} x\wedge \mathrm {d} y+{\frac {\partial v}{\partial x}}\mathrm {d} x\wedge \mathrm {d} y+0\\&=\left({\frac {\partial v}{\partial x}}-{\frac {\partial u}{\partial y}}\right)\mathrm {d} x\wedge \mathrm {d} y.\end{aligned}}}

## さらなる性質

### 閉形式と完全形式
k-形式 ω は dω = 0 であるときに閉 (closed) であるという（すなわち閉形式は d の核の元のことである）。ω はある (k − 1)-形式 α に対して ω = dα であるときに完全 (exact) であるという（すなわち完全形式は d の像に属する）。d2 = 0 ゆえ、任意の完全形式は閉である。ポワンカレの補題は、可縮領域において逆が正しいと述べている。

### ド・ラームコホロジー
外微分 d は d2 = 0 という性質をもつので、それを多様体上のド・ラームコホモロジーを定義する微分（双対境界写像）として使うことができる。k-次ド・ラームコホモロジー（群）は完全 k 形式を法とした閉 k-形式のなすベクトル空間である。直前の節で述べたように、ポワンカレの補題はこれらのベクトル空間が k > 0 に対して可縮領域に対して自明であることを述べている。滑らかな多様体に対して、形式の共通部分はド・ラームコホモロジーから R 上の特異コホモロジーへの自然な準同型を与える。ド・ラームの定理はこの写像が実は同型であることを示しており、ポワンカレの補題の遠大な一般化である。一般化されたストークスの定理によって示唆されているように、外微分は特異単体上の境界写像の「双対」である。

### 自然性
外微分はテクニカルな意味で自然である： f: M → N が滑らかな写像で Ωk が各多様体に多様体上の k-形式の空間を割り当てる滑らかな反変関手であれば、次の図式は交換する
よって d(f*ω) = f*dω である、ただし f* は f の引き戻しを表す。このことは、f∗ を f の押し出し（微分）として、f*ω(•) が定義により ω(f∗(•)) に等しいことから従う。ゆえに d は Ωk から Ωk+1 への自然変換である。

## ベクトル解析における外微分
たいていのベクトル解析の演算子は外微分の概念の特別な場合であるか、あるいは、近い関係である。

### 勾配
滑らかな関数 f: Rn → R は 0-形式である。この 0-形式の外微分は 1-形式
{\displaystyle \mathrm {d} f=\sum _{i=1}^{n}{\frac {\partial f}{\partial x^{i}}}\mathrm {d} x^{i}=\langle \nabla f,\bullet \rangle }
である。つまり、形式 df は任意のベクトル場 V に作用して、各点において V と f の勾配 ∇f との内積を返す。
1-形式 df は余接束の断面であり、各点の余接空間において f の局所的な線型近似を与える。

### 発散
Rn 上のベクトル場 V = (v1, v2, …, vn) は対応する (n − 1)-形式
{\displaystyle {\begin{aligned}\omega _{V}&=v_{1}(\mathrm {d} x^{2}\wedge \mathrm {d} x^{3}\wedge \cdots \wedge \mathrm {d} x^{n})-v_{2}(\mathrm {d} x^{1}\wedge \mathrm {d} x^{3}\wedge \cdots \wedge \mathrm {d} x^{n})+\cdots +(-1)^{n-1}v_{n}(\mathrm {d} x^{1}\wedge \cdots \wedge \mathrm {d} x^{n-1})\\&=\sum _{p=1}^{n}(-1)^{(p-1)}v_{p}(\mathrm {d} x^{1}\wedge \cdots \wedge \mathrm {d} x^{p-1}\wedge {\overset {\wedge }{\mathrm {d} x^{p}}}\wedge \mathrm {d} x^{p+1}\wedge \cdots \wedge \mathrm {d} x^{n})\end{aligned}}}
をもつ、ただし {\displaystyle {\overset {\wedge }{\mathrm {d} x^{p}}}} はその元を除くことを意味する。
（例えば、n = 3 つまり三次元空間のとき、2-形式 ωV は局所的に V とのスカラー三重積である。）ωV のある超曲面上の積分は V のその超曲面上の流束である。
この (n − 1)-形式の外微分は n-形式
{\displaystyle \mathrm {d} \omega _{V}=\operatorname {div} (V)(\mathrm {d} x^{1}\wedge \mathrm {d} x^{2}\wedge \cdots \wedge \mathrm {d} x^{n})}
である。

### 回転
Rn 上のベクトル場 V もまた対応する 1-形式
{\displaystyle \eta _{V}=v_{1}\,\mathrm {d} x^{1}+v_{2}\,\mathrm {d} x^{2}+\cdots +v_{n}\,\mathrm {d} x^{n}}
をもつ。局所的には、ηV は V とのドット積である。ある道に沿った ηV の積分はその道に沿って −V に逆らってされた仕事である。
n = 3 のとき、三次元空間において、1-形式 ηV の外微分は 2-形式
{\displaystyle \mathrm {d} \eta _{V}=\omega _{\operatorname {curl} (V)}}
である。

### grad, curl, div, およびラプラシアンの不変公式
任意のリーマン多様体上、標準的なベクトル解析の演算子は座標によらない (coordinate-free) 表記で次のように書くことができる：
{\displaystyle {\begin{alignedat}{3}\operatorname {grad} (f)&{}=\nabla f&&{}=(\mathrm {d} f)^{\sharp }\\\operatorname {div} (F)&{}=\nabla \cdot F&&{}=\operatorname {\star } \mathrm {d} \operatorname {\star } (F^{\flat })\\\operatorname {curl} (F)&{}=\nabla \times F&&{}=[\operatorname {\star } (\mathrm {d} F^{\flat })]^{\sharp },\\\Delta f&{}=\nabla ^{2}f&&{}=\operatorname {\star } \mathrm {d} \operatorname {\star } \mathrm {d} f\end{alignedat}}}
ここで {\displaystyle \star } はホッジのスター演算子であり、 {\displaystyle \flat } および {\displaystyle \sharp } は音楽同型、{\displaystyle f} はスカラー場、{\displaystyle F} はベクトル場である。